# Damasichthon (König von Theben)
Damasichthon (griechisch Δαμασίχθων Damasíchthōn) ist in der griechischen Mythologie ein König von Theben.
Er ist der Sohn des Opheltes, der Enkel des Peneleos und der Vater des Ptolemaios. Als Autesion, der König von Theben, nach einem Orakelspruch die Stadt verlassen musste, wurde Damasichthon als sein Nachfolger bestimmt. Nach Damasichthon übernahm sein Sohn Ptolemaios die Regierung.